# Иаков Барадей
Иа́ков Бараде́й (араб. يعقوب البرادعي‎, греч. Ἰάκωβος Βαραδαῖος), также Барада́й, Бурд’оно или Цанцалос, греч. Ζανζαλος; между 490 и 505 гг., Телль-Маузалат — 30 июля 578 года, Эдесса) — сирийский монах-нехалкидонит, затем приор монастыря Фазилте, с 541 года епископ Эдессы. Известен как основатель Сирийской православной церкви, также называемой по его имени Сиро-яковитской.

## Варианты биографических данных

### Написание имени
Арабское прозвище Аль-/Эль— Бараде(а)й происходит от прилагательного burde’ana, восходящего к barda’than — лошадиный чепрак из звериных шкур. Объясняя эту этимологию: «Альбарадай — арабское прозвище и означает одетый, как нищий, в куски звериных шкур», Энциклопедический словарь Брокгауза и Ефрона даёт в разных томах несколько вариантов его написания на русском языке:
- Барадеус или [Аль-]Барадай[1] (ср. лат. Baradæus и нем. Baradai),
- [Эль-]Барадей[2] (ср. фр. Baradée) и т. п.

Для настоящей статьи за основное принято написание, зафиксированное Православной энциклопедией в IV томе (с.328) — Барадей.
Написание Барадай, очевидно, менее желательно ввиду возникновения омонима с именем реки Ба́рада (араб. بردى‎), на которой стоит столица Сирии Дамаск — к арабскому прозвищу Иакова Барадея этот гидроним отношения не имеет.
Варианты прозвища, приводимые в энциклопедической статье на английском языке: Al Baradai, Burdoho, Burdeono, Burdeana, Burdeaya. Вариантов имени собственного в английском языке, как и в русском, здесь два: архаичный (в английском передаётся латинизацией) Jacobus, соответствующий рус. Иаков, и современный James (рус. Яков).
На арамейском языке имя и прозвище Барадея с добавлением титула — Мор Якуб Бурдоно (арам. ܡܪܝ ܝܥܩܘܒ ܒܘܪܕܥܢܐ, Mor Ya’qub Burd’ono).
На некоторых западноевропейских языках к личному имени богослова добавляется греческое прозвище (швед. Jakob Zanzolus Baradaeus), иногда исключая при этом арабское (фр. Jacob Zanzale
).
Греческое прозвище Барадея Энциклопедический словарь Брокгауза и Ефрона даёт в написании Цанцалос (ср. англ. Zanzalus). Генри Уэйс и Уильям Смит в своей энциклопедии также приводят прозвище Phaselita.

### Даты рождения и смерти
Предположения относительно года рождения Барадея, высказываемые в различных источниках, лежат в интервале от 490 до 505 года нашей эры. Ряд первоисточников предпочитает приводить условную оценку года рождения — «в конце» 490-х годов (V века) или «в начале 500-х годов».
Позднейшая оценка даты рождения отталкивается от известных дат начала епископства (541 год) и смерти Иакова (30 июля 578 года) в сочетании с утверждением Renaudot, что Барадей прожил 73 года, уйдя из жизни после 37 лет епископства. Учитывая, что Энциклопедический словарь Брокгауза и Ефрона также говорит о 37 годах епископского служения, отсчитывая его от 541 года, датировка смерти Барадеуса в этом источнике 577 годом очевидно ошибочна.
С учётом изложенного, настоящая статья останавливается на позднейшей оценке даты рождения, которая коррелирует с исторически документированными датой смерти Иакова Барадея и продолжительностью его пребывания на посту епископа Эдессы.

## Жизнь и деятельность
Биографии Иакова Барадея опираются на два источника, восходящих к его современнику, Иоанну Эфесскому (Асийскому, ср. англ. John of Asia), которого Иаков рукоположил в епископы.

### Ранний период: монах, настоятель
Согласно Иоанну Эфесскому, Иаков Барадей родился в поселении Телль-Маузалат (Tela Mauzalat или Tell Mawzalto; «деревня Гануа близ горы Излы» в Энциклопедии Брокгауза — опечатка), иначе называемом Константина (Constantina), которое находилось примерно в 100 километрах (55 милях) к востоку от Эдессы. Его отец, Феофил Бар-Ману (англ. Theophilus Bar-Manu) был в этом местечке священнослужителем. Исполняя свой обет, Феофил поместил своего двухлетнего сына в местный монастырь, называвшийся Pesilta либо Fsilta (по Брокгаузу — Фазилте).
В монастыре под опекой настоятеля Евстафия мальчик освоил греческую и сирийскую литературу и воспринял философию аскетизма, прославившись строгостью его соблюдения. Унаследовав по смерти родителей имущество, он раздал его, не оставив ничего для себя и даровал свободу двум рабам, жившим в отчем доме. Оставшись жить в монастыре, Иаков затем стал его пресвитером (в энциклопедии Брокгауза употреблён термин приор).

### Константинопольский затворник
Важнейшим решением Халкидонского собора, состоявшегося за полвека до рождения Иакова (451 год), было осуждение евтихианства как еретического учения. Однако в силу внутриполитической ситуации в странах, охваченных ересью, Халкидонский собор, словами М. Э. Поснова, «стал знаменем пререкаемым… монофизитство нашло себе опору в национальной розни, которой не могли преодолеть ни греческая культура, ни римское владычество». И через три четверти века, к моменту воцарения императора Юстиниана I (527 год) эта неустойчивость не была преодолена, что отражалось во взаимно согласованном, по мнению Прокопия, «распределении ролей» между императором и его супругой, Феодорой. Юстиниан продолжал (до 531 года) гонения на монофиситов (Уэйс упоминает тюремное заключение, прочие лишения и ссылки), в то время как Феодора выражала им сочувствие и «тайную» поддержку.
Так или иначе, известность Иакова как сурового аскета и образованного богослова со временем достигла Константинополя, и Феодора вызвала молодого настоятеля провинциального монастыря в столицу. Очевидно сочувствующий монофиситам английский энциклопедист Henry Wace пишет, что ни оказанные Иакову в столице почести, ни «богатство двора» не привлекли аскета, и он избрал для жилья один из монастырей Константинополя, где на протяжении 15 лет вёл жизнь отшельника.
За десятилетия, минувшие с начала борьбы империи с противниками халкидонизма, одна за другой целые области Сирии лишались своих пастырей: некому было рукополагать новых епископов-нехалкидонитов. Упоминая главу одной из провинций на востоке Византийской Сирии, шейха Харита V (англ. sheikh Harith), как ещё один источник зла для нехалкидонитов, Уэйс подводит к тому, что в этих непростых условиях Феодора и уговорила отшельника Иакова покинуть келью и принять непростое предложение стать «апостолом монофизитства на Востоке».

### Рукоположение Иакова в епископы
Со ссылкой на Ассемани Уэйн датирует это событие 541 годом.
Рукоположение Иакова — номинально, епископом Эдессы, а фактически «митрополитом с экуменическим масштабом полномочий» — требовало адекватно высокого состава участвующих в этой хиротонии епископов. Действительно, к этому времени в Константинополе находилось немало известных епископов-нехалкидонитов со всех концов Востока, включая низложенного патриарха Константинопольского Анфима, а также Феодосия Александрийского, Констанция Лаодикийского, Иоанна Египетского, Петра и ряда других.
По Уэйну, все эти иерархи явились в своё время в столицу, чтобы выразить своё неудовольствие борьбой, начатой императором с ересью. Энциклопедист добавляет, что все они были препровождены Юстинианом в один из дворцов, где оказались в своего рода «почётном заключении» (по другим источникам, патриарха Анфима 12 лет укрывала в тайной келье своего дворца лично Феодора). Иные объяснения причин столь высокого уровня собранного в Константинополе синклита указывают М. Э. Поснов и А. В. Карташёв: ещё в 531 г. Юстиниан прекратил насилия и разрешил изгнанным нехалкидонитам вернуться в их церкви и монастыри, а в 533 году провёл в столице обширный диспут, так называемый Collatio Constantinopolitana. Более того, по Карташёву сам Харит V, по вере нехалкидонит, «хотел иметь в своем эмирате двух епископов: одного — для проживающих тут христиан кесарской церкви, и другого — для себя и других монофизитов», и потому выступил как один из инициаторов рукоположения Иакова по прозванию Бурд’оно в епископы Эдессы.

### Создание новой церкви
Став епископом, Иаков с огромным рвением приступил к рукоположению нового духовенства для воссоздания сирийских церковных общин. Это потребовало от него вести фактически кочевой образ жизни, постоянно перемещаясь из одной точки в другую в пределах Малой Азии, Междуречья, Сирии и смежных областей, вплоть до границ Персии. Изумляясь скорости, с которой он преодолевал значительные расстояния, современники (Abulpharagius) называли его вторым Асаилом (Asahel). Будучи аскетом, епископ не был обременён тяжеловесной поклажей, и ему не требовалось ждать неспешных караванов. Хотя Gibbon предположил, что арабы предоставляли своему духовному вождю самых скороходных дромадеров, другие биографы пишут, что ходил Иаков из города в город пешком, в одеянии нищих странников — такое облачение в известной степени повышало его личную безопасность в дальних перемещениях. По истёртой накидке из старого чепрака, в которой он неизменно являлся людям, Иаков и получил прозвище Барадей.
В 559 года Яков хиротонисал Абудемнеха епископом Тагритским. Миссионерская деятельность последнего включила в себя крещение одного из сыновей царя Хосроя I.
Основой качественной оценки итога 37-летних странствий епископа служит не спорная цифра в 100 тысяч рядовых священнослужителей (Уэйн корректирует её до 80 тысяч), рукоположённых Барадеем, а число совершённых им хиротоний высшего духовенства: по Иоанну Эфесскому, это 2 патриарха и 89 епископов. За двумя последними цифрами стоит факт воссоздания, едва ли не с нуля, всей Сирийской Церкви, которую Барадей лично обеспечил всеми предпосылками последующего самостоятельного воспроизводства иерархии духовенства на обширных территориях.